# 留夜別村
留夜別村（るよべつむら、るやべつむら）は、北海道根室振興局国後郡に属する村。国後島の東半分を占める。択捉島の留別村、紗那村に次ぎ、日本国内で3番目に大きな面積を持つ村である。ただし、2023年現在留夜別村を含む北方領土に日本の施政権は及んでおらず、法令上のみ存在する村となっている。
現在は村内全ての集落が廃村となり、ロシアが設置した国立公園の管理官以外は無人の地帯になっている。
当該地域の領有権に関する詳細は千島列島及び北方領土問題の項目を、現状に関してはサハリン州#南クリル管区の項目を参照のこと。

## 地理

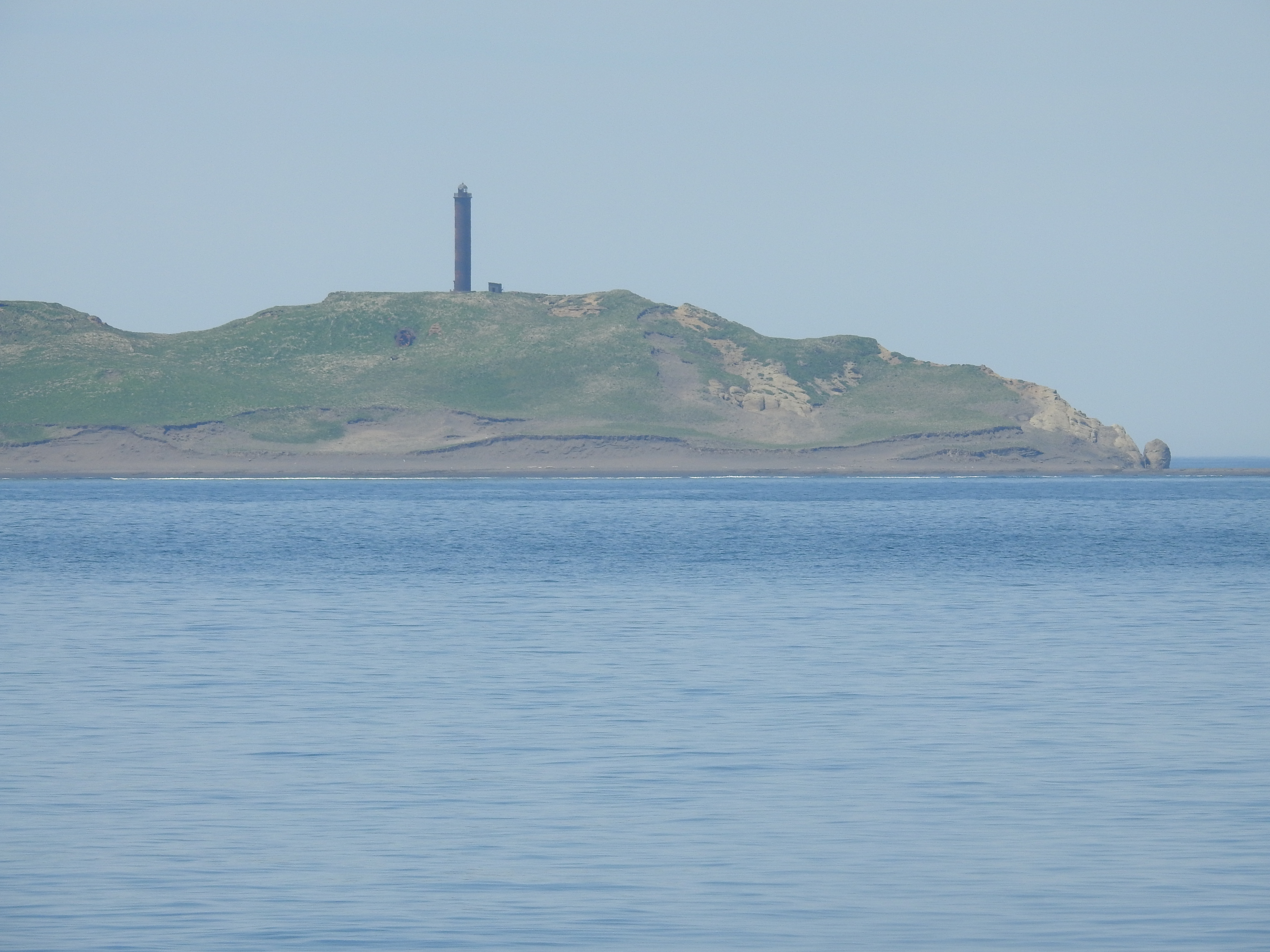
安渡移矢岬

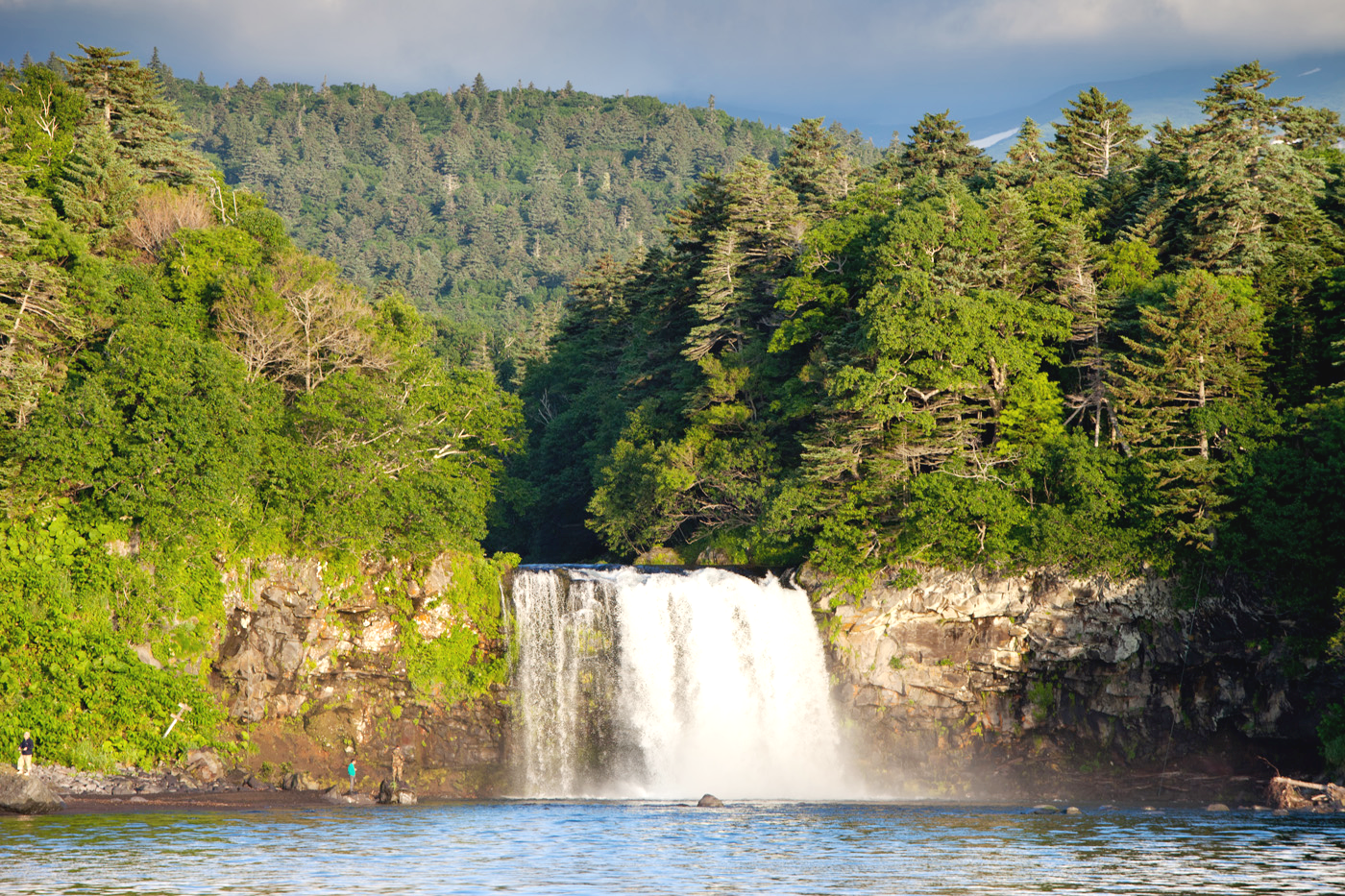
ソコボイ川河口部のソコボイの滝

「ルヨベツ」という地名の起源は、アイヌ語地名の「ルヨペッ（ルイオペッ、ruy-o-pet、砥石・群在する・川）」である。ゆっくり発音すると「ルイオペッ」であるが、「y-o」の部分が連音化して「ヨ」となったため、「ルヨペッ」と言い習わされ、それに漢字が充てられて「留夜別」になったと考えられる。河原にアイヌの人々が砥石として用いた溶結凝灰岩あたりの礫が散在していたことから命名。
- 山：爺爺岳、ルルイ岳、エビカラウス山、擂鉢山
- 河川：ソコボイ川、音根別川、チクニ川
- 湖沼：西ビロク湖、東ビロク湖、オン湖、オンネ湖、ニキショロ湖（泊村との境界上）
- 岬：安渡移矢岬、ルルイ岬、留夜別岬、赤石鼻

### 村内の地名

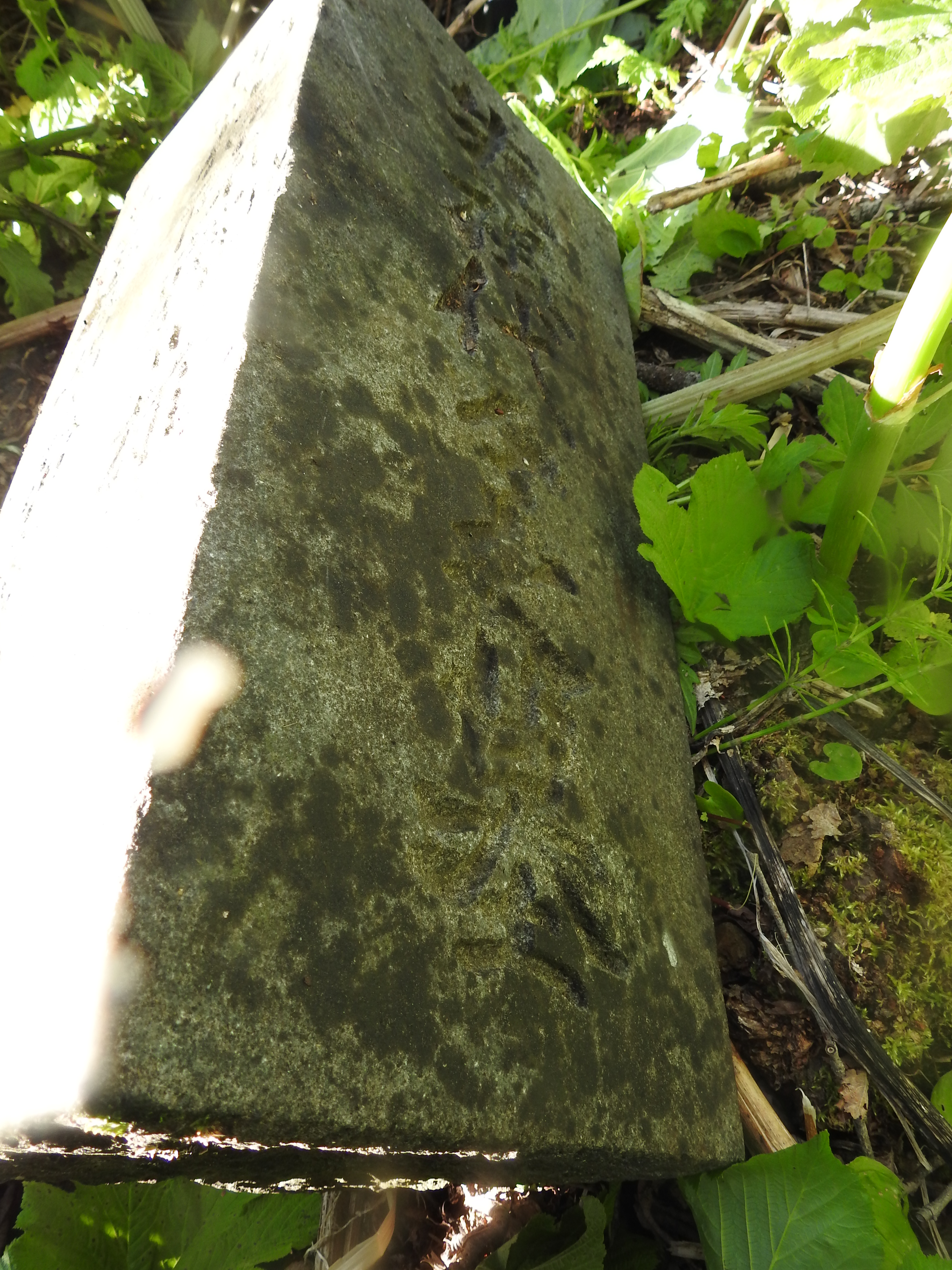
乳呑路集落墓地跡で、壊され打ち棄てられた日本人の墓石。1941年に建立されたもの。

大字 留夜別村
- 留夜別
- 礼文磯
- 乳呑路（ちのみのち）
- 植内（うえんない）
- 白糠泊
- オカップ（岡布）
- ポンオカップ
- チクニ
- ヲヘウケトマリ
- ヒラウシトマリ
- シラリカントマリ
- ヲタイハケ
- アトイヤ（安渡移矢）
- ヒリク（美禄）
- チタルベウス
- キナカイ
- オキツネウス
- セセキ
- 代々別
- ポントマリ
- ウノトリイワ
- シロクタベツ
- ノツカ（野塚）
- サルカマップ
- チフンベツ
- 賽ノ河原
- シマイバケ
- アカンコロベ

大字 大滝村
- ショケベ
- ヲッチシ
- ルロイ
- シベトロ
- ヲンネトウ
- トショロ
- ソコボイ
- オタベツ
- オンコツ

### 隣接している自治体
- 根室振興局
  - 国後郡:泊村

## 歴史
- 1923年、留夜別村、大滝村が合併し二級町村として成立した。

## 行政

### 歴代村長
『根室・千島歴史人名事典』 による。
- 1923年4月 - 1923年8月：岩城其一
- 1923年8月 - 1924年9月：田邊勝
- 1924年9月 - 1926年4月：福島愛之助
- 1926年4月 - 1929年5月：竹谷貞
- 1929年5月 - 1932年4月：服部安信
- 1932年5月 - 1941年5月：島崎久衛
- 1941年5月15日 - 1945年：小森輝義

## 経済

### 立地企業
- 千島白糠泊製材
- 白糠泊北斗製材合資会社
- 国後製材合資会社 野塚工場
- 藤野缶詰所 （チタルベウス、キナカイ）
- 碓氷缶詰所 （オキツネウス）
- 釧路川口造材 出張所 （大滝村）
- 昌徳鉱業 千才鉱山出張所 （大滝村）
- 千寿鉱山 （大滝村）

### 農協・漁協
- 留夜別漁業組合
- 植内漁業組合

### 郵便局
| 局記号 | 局名   |
| ------ | ------ |
| 島に   | 乳呑路 |
| 島ち   | 植内   |
| 島か   | 白糠泊 |

## 公共機関

### 警察
- 国後警察署乳呑路巡査派出所
- 国後警察署植内巡査派出所

### その他
- 営林区担当駐在所 （大滝村シベトロ）
- 北海道水産物検査所派出所 （乳呑路、植内）
- 北海道鮭鱒孵化場国後支場事業場 （温根沼、音根別）
- 国後営林区署担当区員駐在所 （乳呑路、白糠泊、植内、シベトロ、ソコボイ）

## 地域

### 人口
| 1931年(昭和6年)  | 2,504人 | 世帯数427 |
| 1934年(昭和9年)  | 2,522人 | 世帯数416 |
| 1937年(昭和12年) | 3,022人 | 世帯数525 |
| 1945年(昭和20年) | 2,720人 | 世帯数483 |

留夜別村村勢要覧（1945年は推定世帯数・人口）

### 教育
- 乳呑路小学校
- 植内小学校
- 植沖小学校
- 礼文磯小学校
- 白糠泊小学校
- 代々別小学校

## 交通

### 道路
- 準地方費道84号根室乳呑路線
- 官設駅逓

植内、ポントマリ、乳呑路、岡布、ソコボイ、白糠泊、大滝

## 名所・旧跡・観光スポット・祭事・催事

### 寺社
- 植沖神社
- 植内神社
- 昌徳神社 （シベトロ）
- 礼文磯神社
- オンネチフンベツ神社
- 乳呑路神社
- 白糠泊神社
- 曹洞宗孝徳寺
- 本願寺説教所
- 日蓮宗説教所 （植内）

## 出身者
- 脇紀美夫 - 千島歯舞諸島居住者連盟理事長、北海道羅臼町長[4]